# Steuerdaten-Übermittlungsverordnung
Die Steuerdaten-Übermittlungsverordnung regelte die Voraussetzungen, unter denen eine elektronische Übermittlung von Steuerdaten stattfinden konnte, wie die Schnittstellen zu bedienen waren, die Signaturen und die Anforderungen an die Programme, die die Daten zur Verfügung stellten sowie die Haftung der Programmhersteller. Steuererklärungen, Freistellungsaufträge, Zusammenfassende Meldungen und sonstige für das Besteuerungsverfahren erforderliche Daten (z. B. Lohnsteueranmeldung, Umsatzsteuervoranmeldung, Lohnsteuerbescheinigung) können durch Datenfernübertragung übermittelt werden (elektronische Übermittlung). Mit der elektronischen Übermittlung können Dritte beauftragt werden. 
Ihre Regelungen wurden am 1. Januar 2017 direkt in die §§ 72a, 87a Absatz 6 und §§ 87b bis 87e der Abgabenordnung überführt und die Verordnung aufgehoben. Für Daten, die vor dem 1. Januar 2017 zu übermitteln waren, ist die Verordnung gemäß Artikel 97 § 27 Absatz 1 Satz 2 des Einführungsgesetzes zur Abgabenordnung weiter anzuwenden.